# Теріологічна школа
Теріологічна школа — назва професійної й освітньої мережі (network), що об'єднує фахівців-теріологів України та суміжних країн, насамперед Польщі та Білорусі, а також час від часу Естонії, РФ та Румунії тощо. Теріологічна школа як спільнота існує у двох іпостасях — як мережа фахівців і як щорічне зібрання.

## Довідка з історії теріошколи

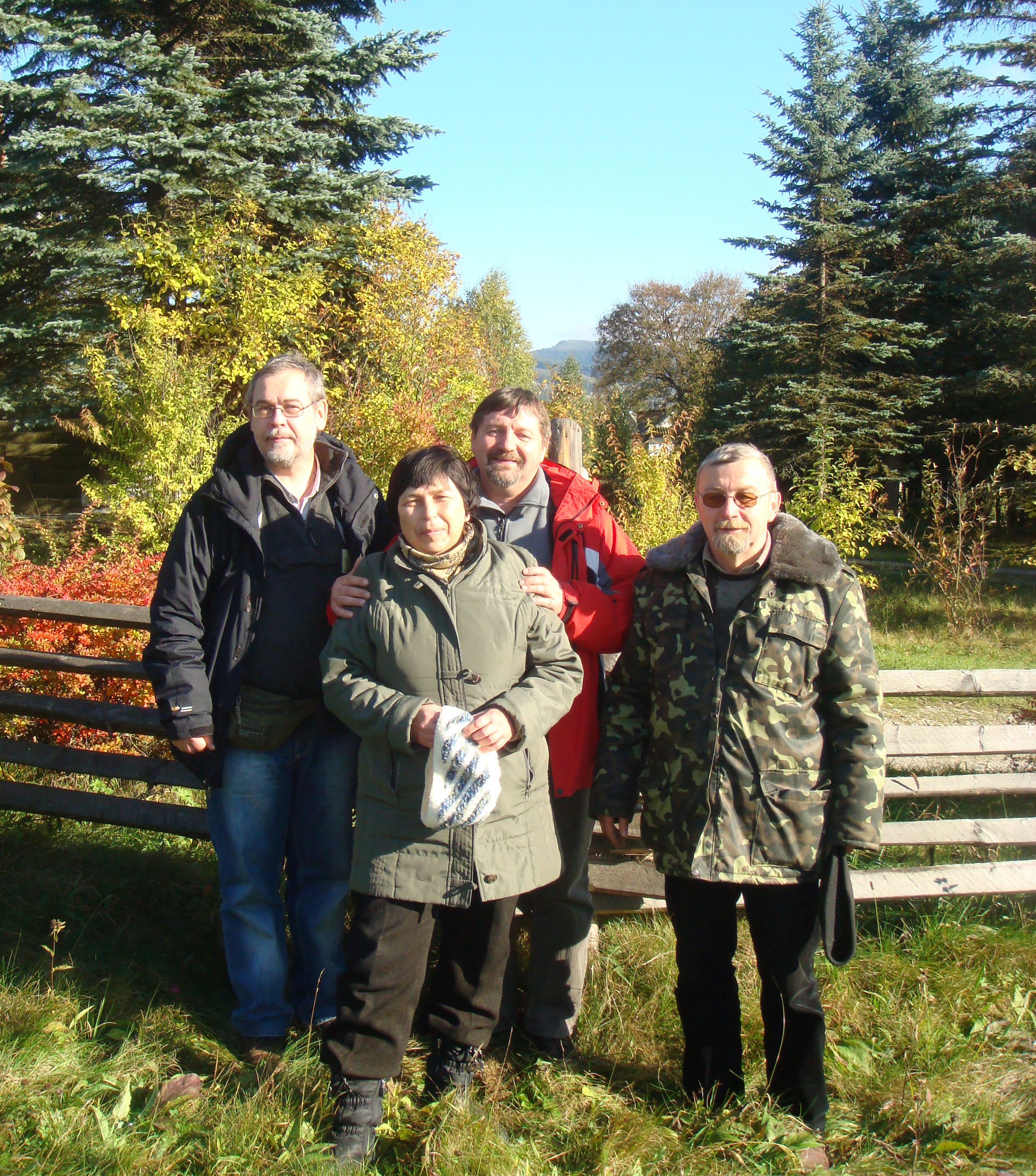
Теріологи, що були засновниками та учасниками від 1 до 20 теріологічних шкіл (Ігор Загороднюк, Зоя Селюніна, Василь Покиньчереда, Олександр Киселюк). Фото на 20й Теріошколі в Карпатському НПП (2013).

Теріошкола започаткована як одна із секцій Українського теріологічного товариства НАН України (УТТ) восени 1993 року (24.11.1993 р.) спільним рішенням трьох інституцій — Українського теріологічного товариства, Міністерства охорони природи та Комісії з заповідників НАН України. Після її заснування у 1993 році і до сьогодні Теріошкола є однією з головних форм діяльності УТТ. Одним з ініціаторів створення (спільно з О. Федорченком, О. Киселюком та В. Покиньчередою) і керівником Теріошколи є Ігор Загороднюк, заступник голови УТТ.
Перший інформаційний лист (надалі регулярні розсилки і з 2000 р. бюлетень Novitates Theriologicae) розіслано 24.11.1993 р., перша (і надалі щорічна) конференція, що має назву школа-семінар, почалася 3.10.1994 р. в Карпатському біосферному заповіднику, перший випуск Праць Теріологічної школи видано 1998 року і презентовано на 5й Теріошколі на біостанції Харківського університету. Сайт Українського Теріологічного Товариства «Теріологічна школа» започатковано навесні 2003 року (25.05.2003 р.).
Вся діяльність Теріологічної школи тримається виключно на ентузіазмі її Ради і постійних учасників. Кожний наступний семінар Рада школи організовує в іншому місці, як правило в одному із природних або біосферних заповідників або Національному природному парку або на біостанції одного з університетів, значно рідше школи проходять у містах, на базі університетів або природничих музеїв (12 в Луганську, 13 в Кам'янці-Подільському та 24 в Одесі).
24 листопада 2018 року Теріошколі виповнилося 25 років; 26 березня 2018 року Теріошколі виповниться 8888 днів; 11 квітня 2021 року Теріошколі виповниться 10000 днів.

## Завдання Теріошколи

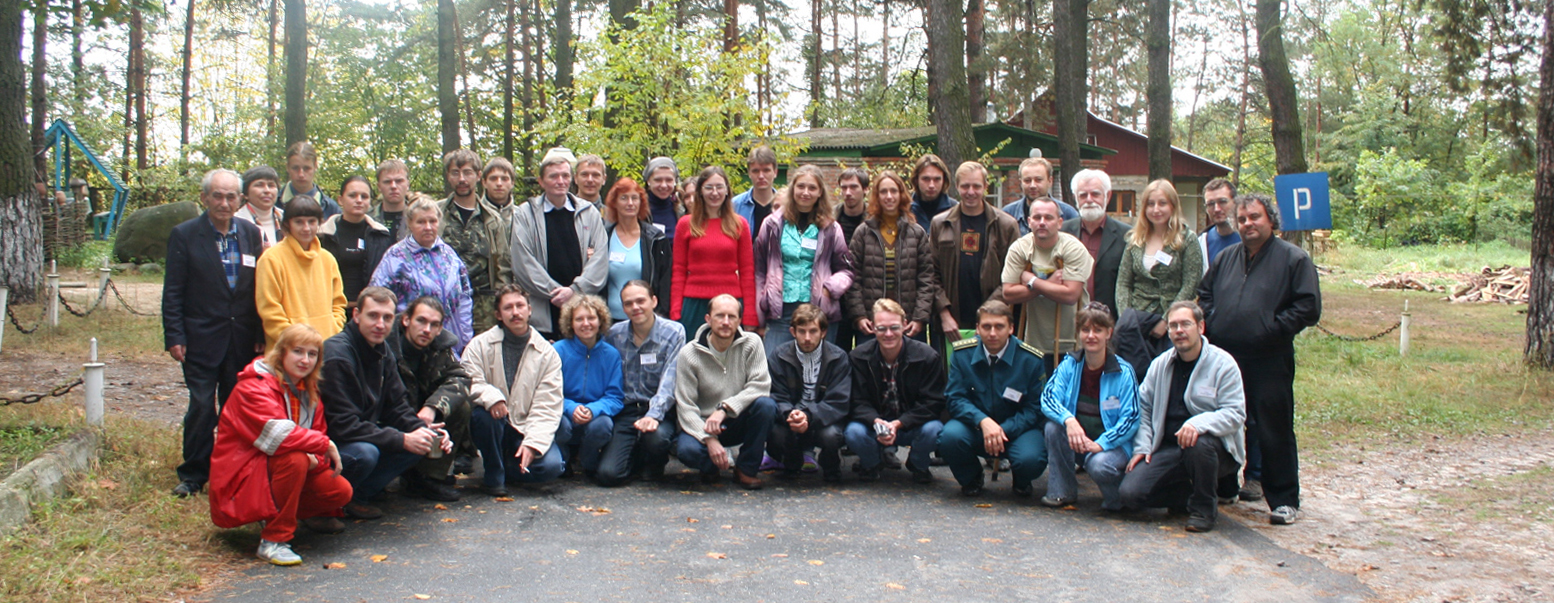
Учасники 14-ї Теріошколи (Чорнобильської) в таборі Екополіс (27.09.2007)

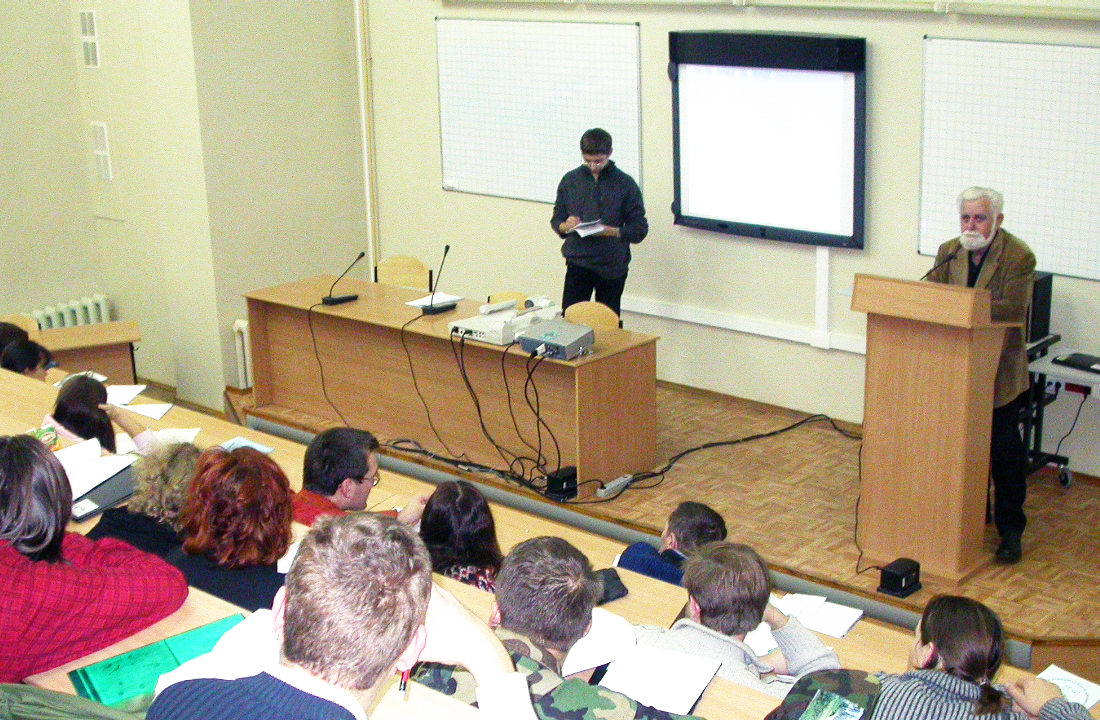
Наукова сесія в мультимедійному центрі Луганського національного університету (засідання XII Теріологічної школи)

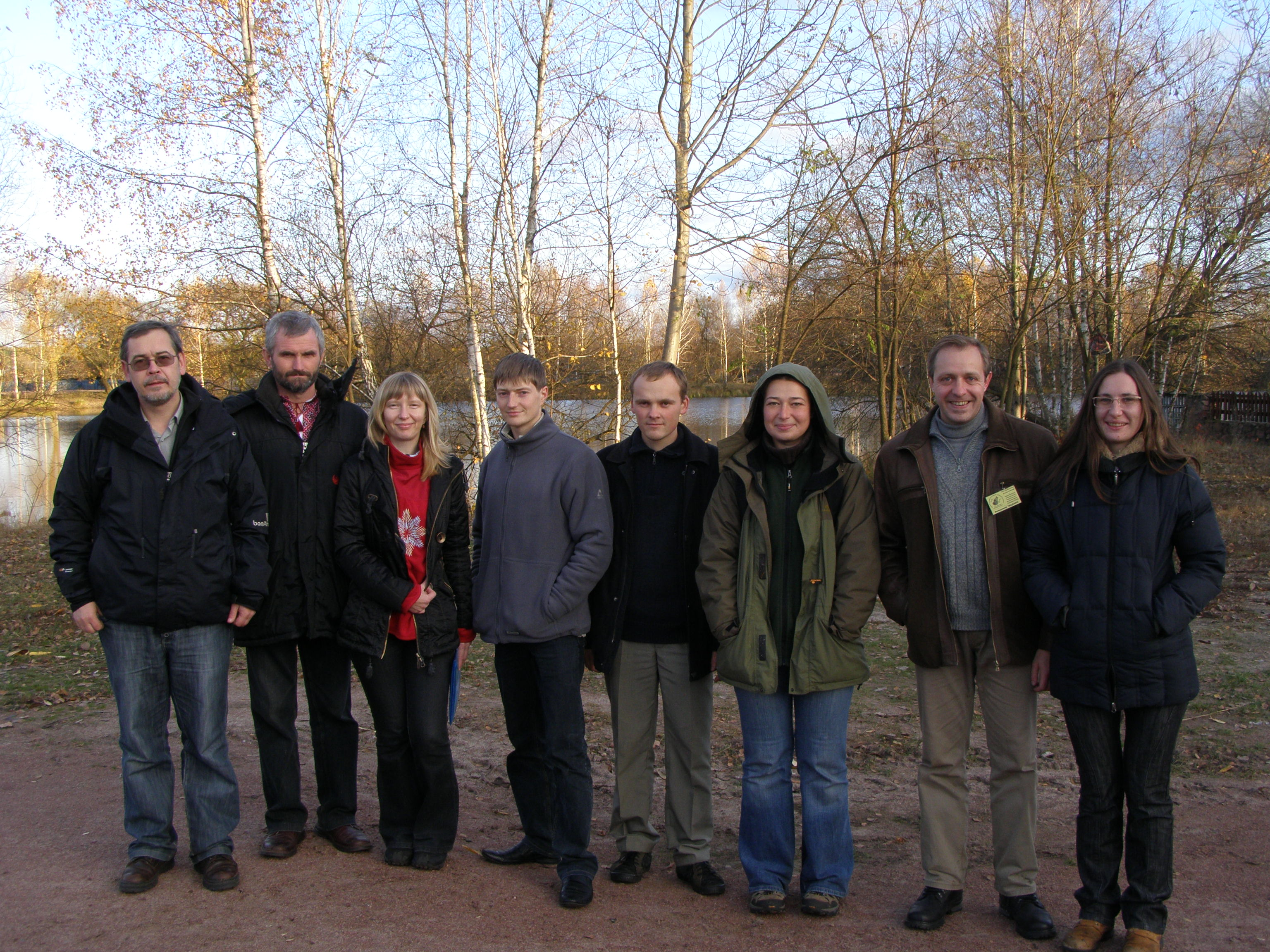
В колі учасників Теріошколи 2009 р. у Поліському природному заповіднику (І. Загороднюк, С. Жила, М. Коробченко, С. Заїка, В. Пархоменко, Л. Годлевська, В. Тищенко, Ю. Зізда.)

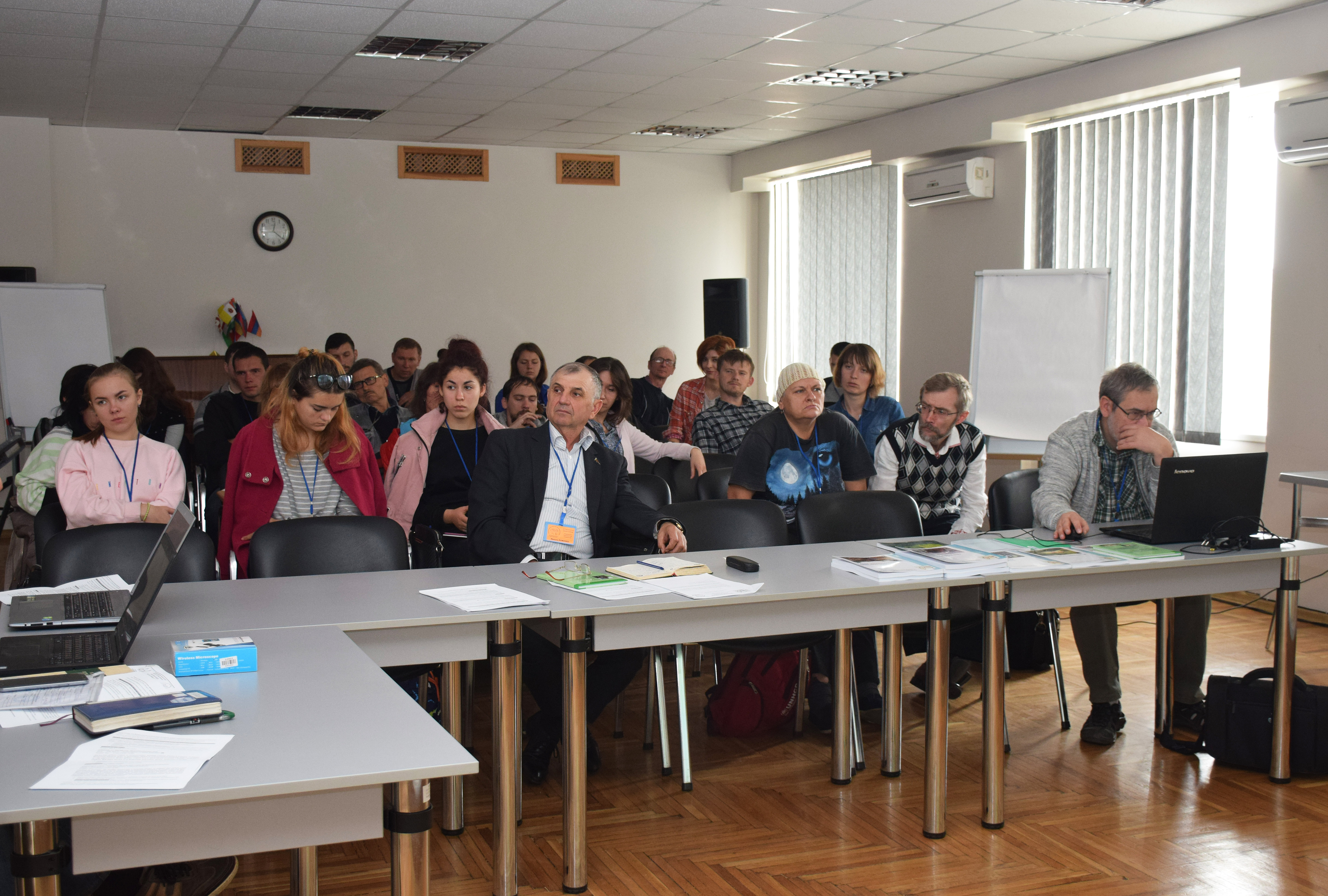
Наукова сесія в Українському науково-дослідному протичумному інституті імені І. І. Мечникова у м. Одеса (засідання XXIV Теріологічної школи)

Завдання Теріошколи були сформульовані в журналі «Заповідна справа в Україні» (1999) й розвинені в наступних 24 школах-семінарах. Ключові завдання:
1. Організація регулярних зустрічей зоологів, які працюють в заповідниках, національних парках, біостанціях, а також на природничих факультетах і в академічних організаціях; обмін досвідом в проведенні польових досліджень ссавців.
2. Відпрацювання та уніфікація методик обліку чисельності популяцій і видового складу спільнот і локальних фаун, розвиток сучасних прижиттєвих методів вивчення фауни.
3. Апробація результатів досліджень — як у формі проектів наукових статей, так і розділів дисертацій.
4. Розвиток ініціатив, важливих для охорони природи й освіти, в тому числі постійних акцій «Ніч кажанів» і «Рік звіра» (2017 був «Роком їжака»).
5. Створення і ведення спільних видань та інших майданчиків постійного обміну досвідом, в тому числі форуму «Теріологічна школа»[1], сайту «Теріошкола»,  бюлетеня «Novitates Theriologicae» (8 випусків), журналу «Праці Теріологічної школи» (15 томів).

## Теріологічна школа як мережа
Теріологічна школа як мережа фахівців діє у складі Українського теріологічного товариства (УТТ) НАН України і заснована на правах його секції. Теріологічну школу започатковано 1993 року за ініціативою Ігора Загороднюка, який є керівником цієї мережі (Головою УТТ є проф. Ігор Емельянов). Діяльність Школи спрямована на активізацію досліджень ссавців і розробку заходів з їх охорони, налагодження мережі дистанційних досліджень, підтримку ініціатив з охорони кажанів та великих хижих, налагодження обміну інформацією.
Трьома основними інформаційними форумами Школи є такі:
- видання Theriologia Ukrainica (до 2018 як «Праці Теріологічної школи»), видано 18 випусків Праці Теріошколи,
- сайт УТТ «Теріологічна школа» www.terioshkola.org.ua,
- форум «Теріологічна школа» на базі сайту: форум.

## Теріологічна школа як семінар
Щороку Теріологічна школа (переважно восени) проводить збір фахівців і «школярів» на базі однієї з освітніх або природоохоронних установ. Перша Школа пройшла на базі Карпатського біосферного заповідника, остання (2013) — на базі Карпатського НПП. Кількість учасників на щорічних зібраннях становить близько 40-60 осіб.
Школа-семінар триває 5 повних робочих днів, звичайно з понеділка до п'ятниці. Два дні семінару присвячено одній заздалегідь обраній головній темі. Для прикладу, основною темою школи 2009 р. було обрано «Динаміка популяцій і хижацтво», 2013 року — «Таксономічне різноманіття ссавців природних і заповідних території». Традиційними і незмінними акціями і сесіями щорічних шкіл є: круглий стіл групи «Український центр охорони кажанів», круглий стіл «Обліки фауни: методологія та методика», конкурс молодіжних наукових праць «Нові імена в теріології», круглий стіл «Інформаційний ярмарок» тощо.

## Тематика теріошкіл

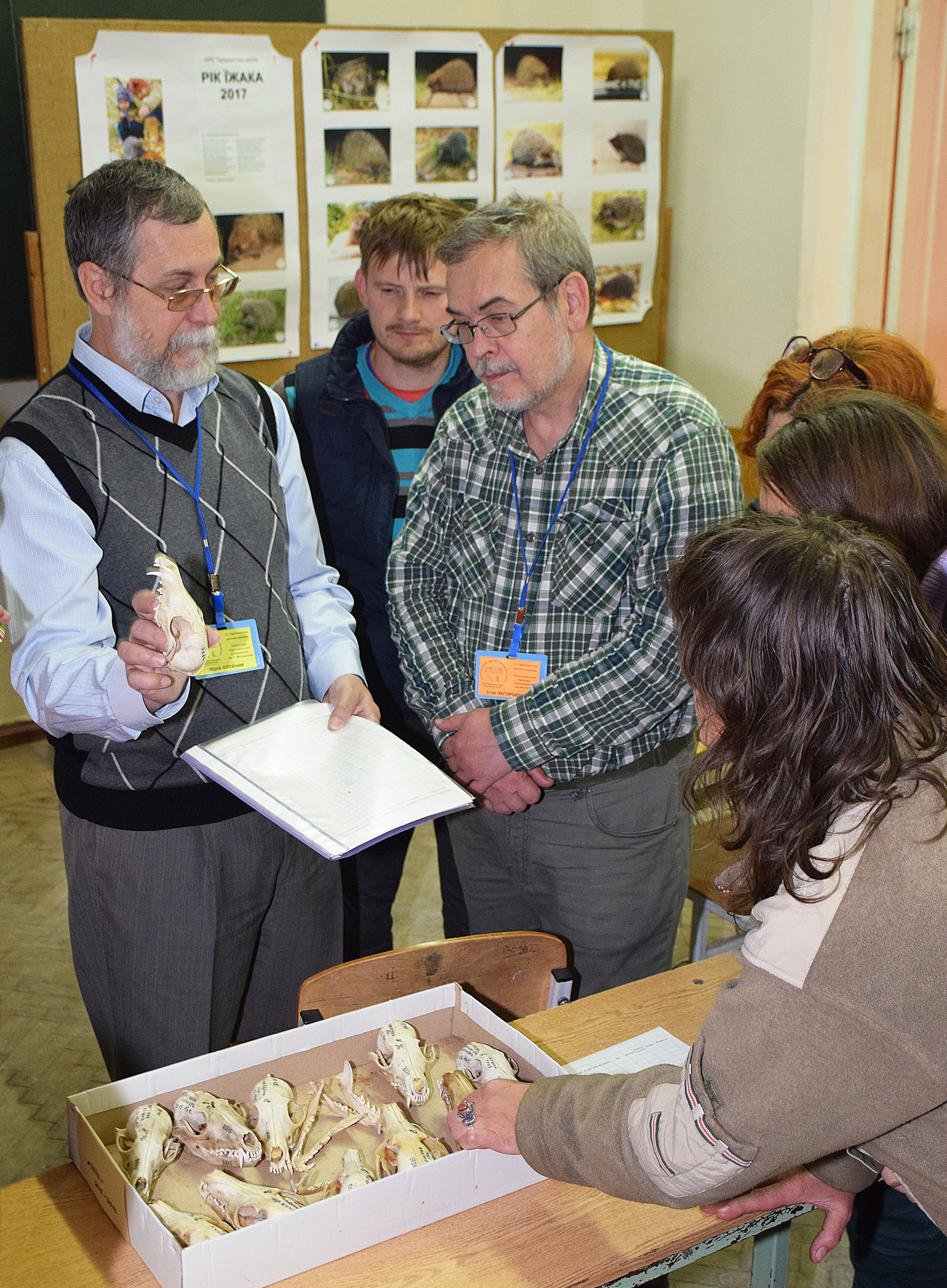
Майстер-клас Ю. М. Олійника з визначення віку ссавців в Одеському національному університеті ім. І. І. Мечникова (засідання XXIV Теріологічної школи)

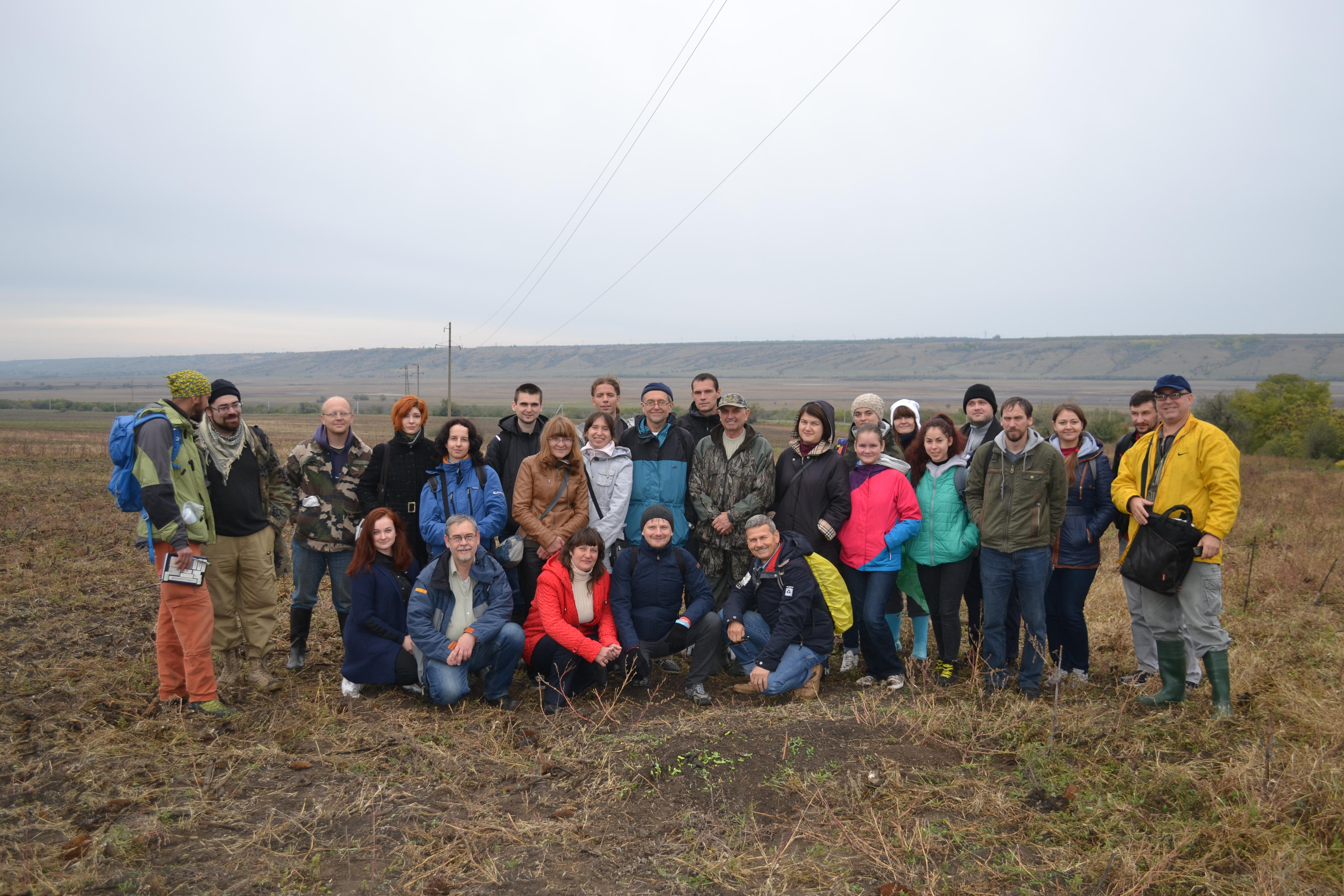
Учасники XXIV Теріологічної школи під час польового виїзду у верхів'я Куяльницького лиману на Одещині

Кожна теріошкола має основну тему обговорення, навколо якої будується вся її програма, окрім традиційних круглих столів, майстер-класів та конкурсу «нові імена». Темами теріологічних шкіл останніх 20-ти років були:
- I: «Теріофауна заповідників» (Карпатський біосферний заповідник, 3-7 жовтня 1994 року);
- II: «Моніторингові дослідження і методи обліку теріофауни» (Канівський природний заповідник, 23-27 жовтня 1995 року);
- III: «Аналіз фауністичних угруповань» (біостаціонар «Ядути» Ніжинського державного педагогічного інституту, 21-25 жовтня 1996 року);
- IV: «Ссавці у Червоній книзі» (Поліський природний заповідник, 20-26 жовтня 1997 року;
- V: «Історичні зміни фауни та проблеми ведення Літопису природи» (Біостанція «Гайдари» Харківського державного університету, 28 вересня — 3 жовтня 1998 року);
- VI: «Макротеріофауна, її сучасний стан та перспективи збереження» (Тернопіль та біостанція Тернопільського державного педуніверситету у ботаніко-ентомологічному заказнику «Голицький», 28 вересня — 2 жовтня 1999 року);
- VII: «Великі хижі ссавці України та прилеглих країн» (Поліський природний заповідник (с. Селезівка Житомирської обл.), 15-17 грудня 2000 року);
- VIII: «Ссавці відкритих просторів» (Луганський природний заповідник НАН України (Провальський степ), 13-18 травня 2001 року);
- IX: «Методики обліку теріофауни» (Природний заповідник Розточчя, 7-12 жовтня 2002 року);
- X: «Острівні ефекти та геоінформаційні системи» (Крим, Прохолодне, географічний стаціонар МДУ, 6-11 жовтня 2003 року);
- XI: «Дослідження гідрофільних угруповань ссавців» (Миколаївська обл., с. Мигія, РЛП «Гранітно-степове Побужжя», 11-16 жовтня 2004 року);
- XII: «Синантропія ссавців та фауна урбоекосистем» (Луганський національний університет, 25-29 листопада 2005 року);
- XIII: «Раритетна теріофауна: статус, поширення, охорона» (Кам'янець-Подільський педагогічний університет, 9-13 жовтня 2006 року);
- XIV: «Моніторинг фауни та дистанційні дослідження ссавців» (база «Екополіс» поблизу Чорнобильської зони, 24-28 вересня 2007 року);
- XV: «Проблемні види ссавців: діагностика, поширення, екологія» (Канівський природний заповідник (Черкаська обл.), 6-11 жовтня 2008 року);
- XVI: «Динаміка популяцій та хижацтво» (Поліський природний заповідник (Житомирська обл.), 26-31 жовтня 2009 року);
- XVII: «Ресурси фауни і фауна як ресурс» (Шацький національний природний парк, 20-25 вересня 2010 року);
- XVIII: «Морфологічна мінливість ссавців і збереження їх різноманіття» (Казантипський природний заповідник, 26-30 вересня 2011 року);
- XIX: «Роль заповідних територій у збереженні фауністичних комплексів» (Чорноморський біосферний заповідник (Херсонська обл.), 24-29 вересня 2012 року);
- XX: «Таксономічне різноманіття ссавців заповідних та природних територій» (Карпатський національний природний парк, 30 вересня — 5 жовтня 2013 року).
- XXI: «Мисливська та раритетна теріофауна: управління популяціями» (Міжрічинський регіональний ландшафтний парк у співпраці з Національним університетом біорізноманіття та природокористування України, 21–24 травня 2015 р.).
- XXII «Здобування тварин на заповідних територіях» (Подільські Товтри (національний парк), 5-9 жовтня 2015 р.).
- XXIII «Чужорідні та ключові види ссавців в екосистемах» (Слобожанський національний природний парк, 26 вересня — 1 жовтня 2016 р.).
- XXIV: «Зоологічні колекції: збір та ідентифікація» Одеський національний університет імені І. І. Мечникова; Український науковий центр екології моря (УкрНЦЕМ); Український науково-дослідний протичумний інститут імені І. І. Мечникова (Одеса), 4—8 жовтня 2017 року.

За пропозицією дирекції Поліського природного заповідника, 25 теріошколу (2018) пропонується провести на Поліссі і приурочити її до 50-річчя цього заповідника; голова оргкомітету від заповідника — Сергій Жила.

## Організатори семінарів та актив теріошколи
Кожна теріошкола за задумом проводиться в іншому місці, її організатором від приймаючої сторони є відомий місцевий теріолог. Зокрема, «господарями» шкіл були: Сергій Жила (4, 7, 16 теріошколи), Віктор Токарський (5 теріошкола), Олександр Кондратенко (8 теріошкола), Ігор Дикий (9 та 17 теріошкола), Альфред Дулицький (10 теріошкола), Сергій Гащак (14 теріошкола), Микола Товпинець та Павло Гольдін (18 теріошкола), Олександр Киселюк (20 теріошкола), Микола Роженко (24 теріошкола):

Сергій Жила
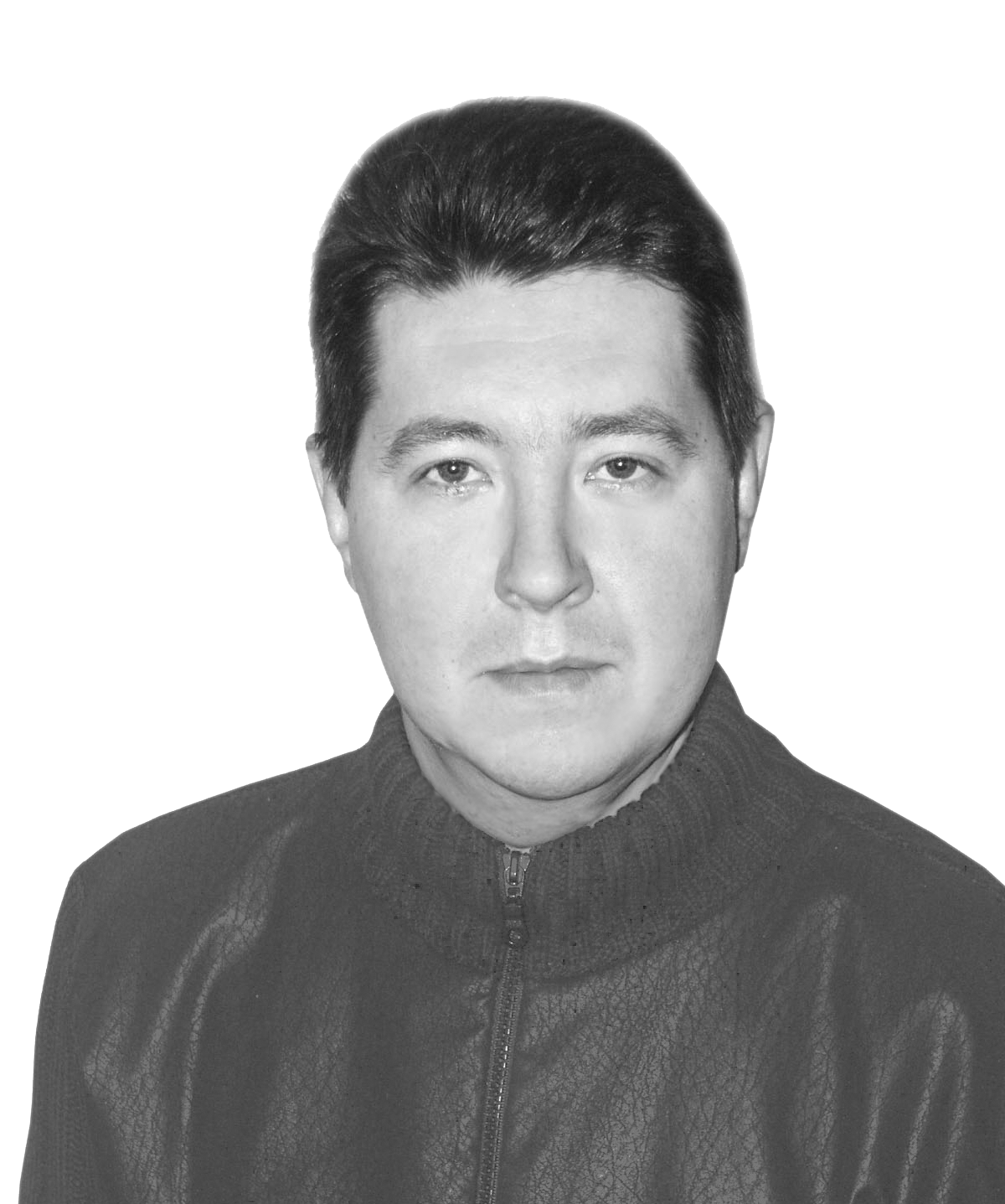
Олександр Кондратенко
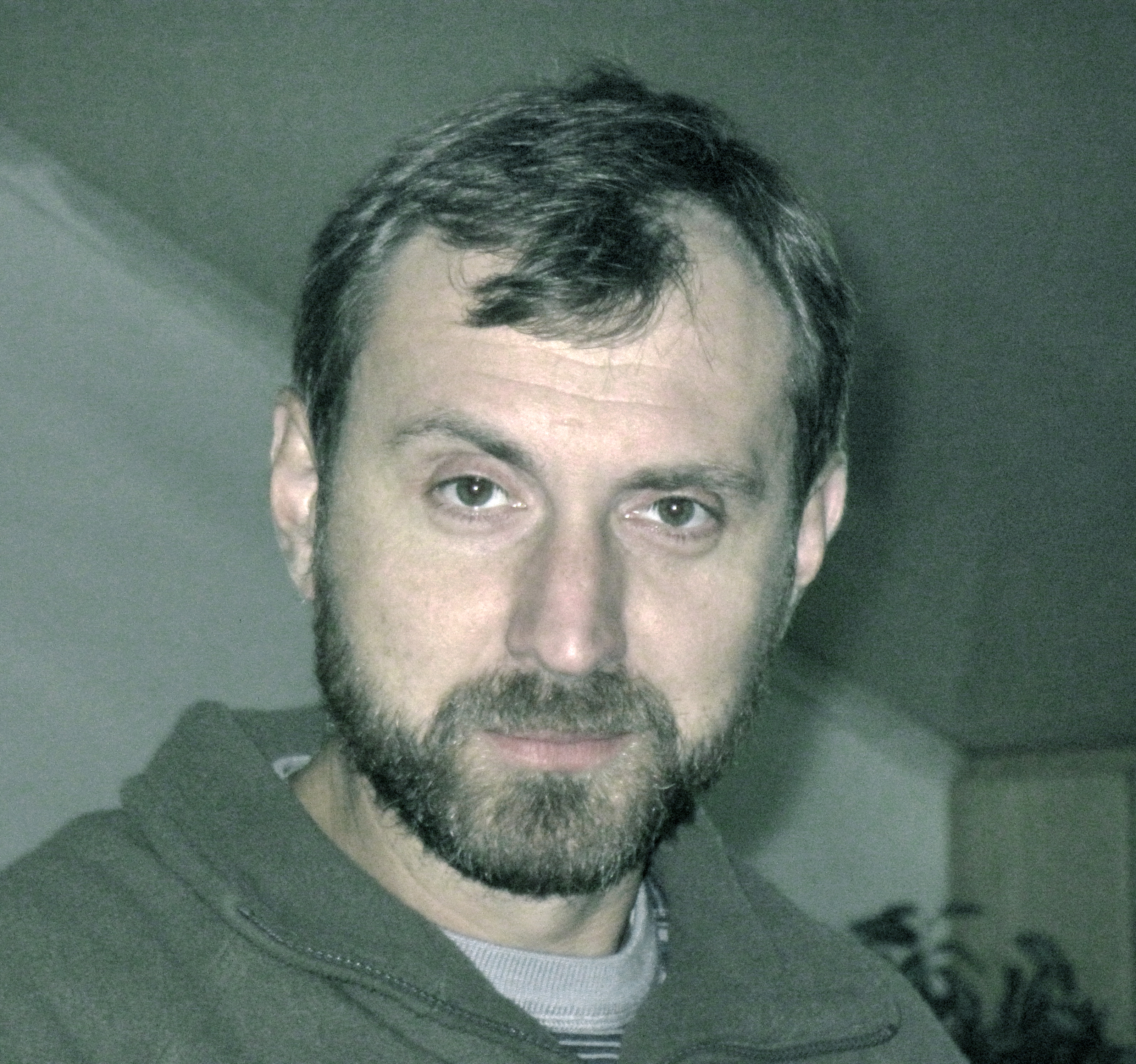
Ігор Дикий
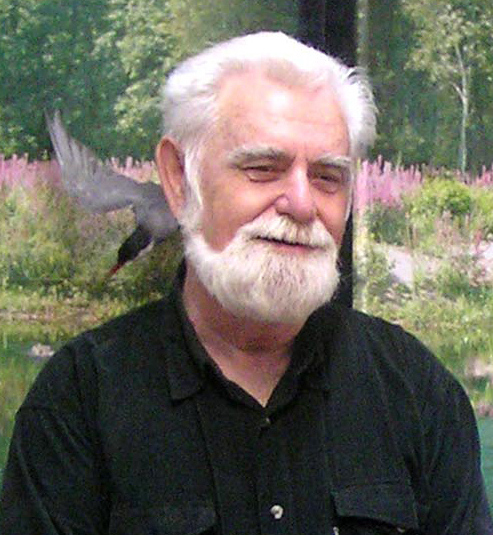
Альфред Дулицький
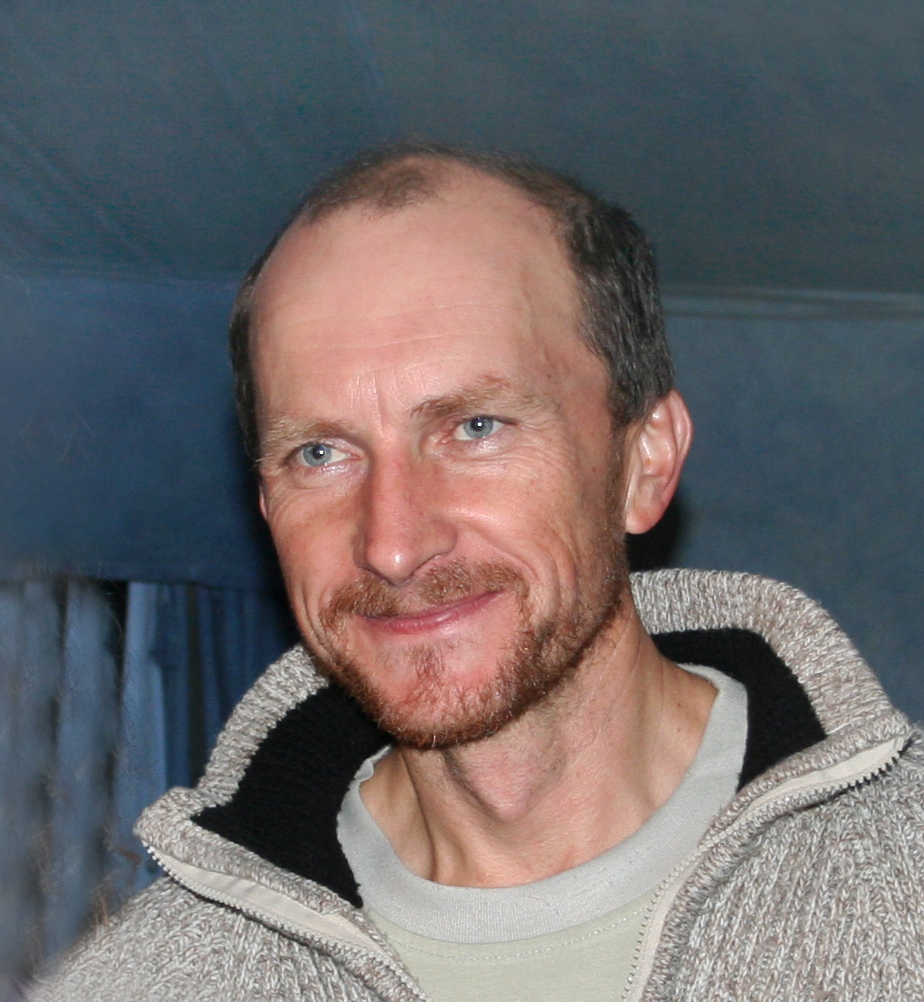
Сергій Гащак
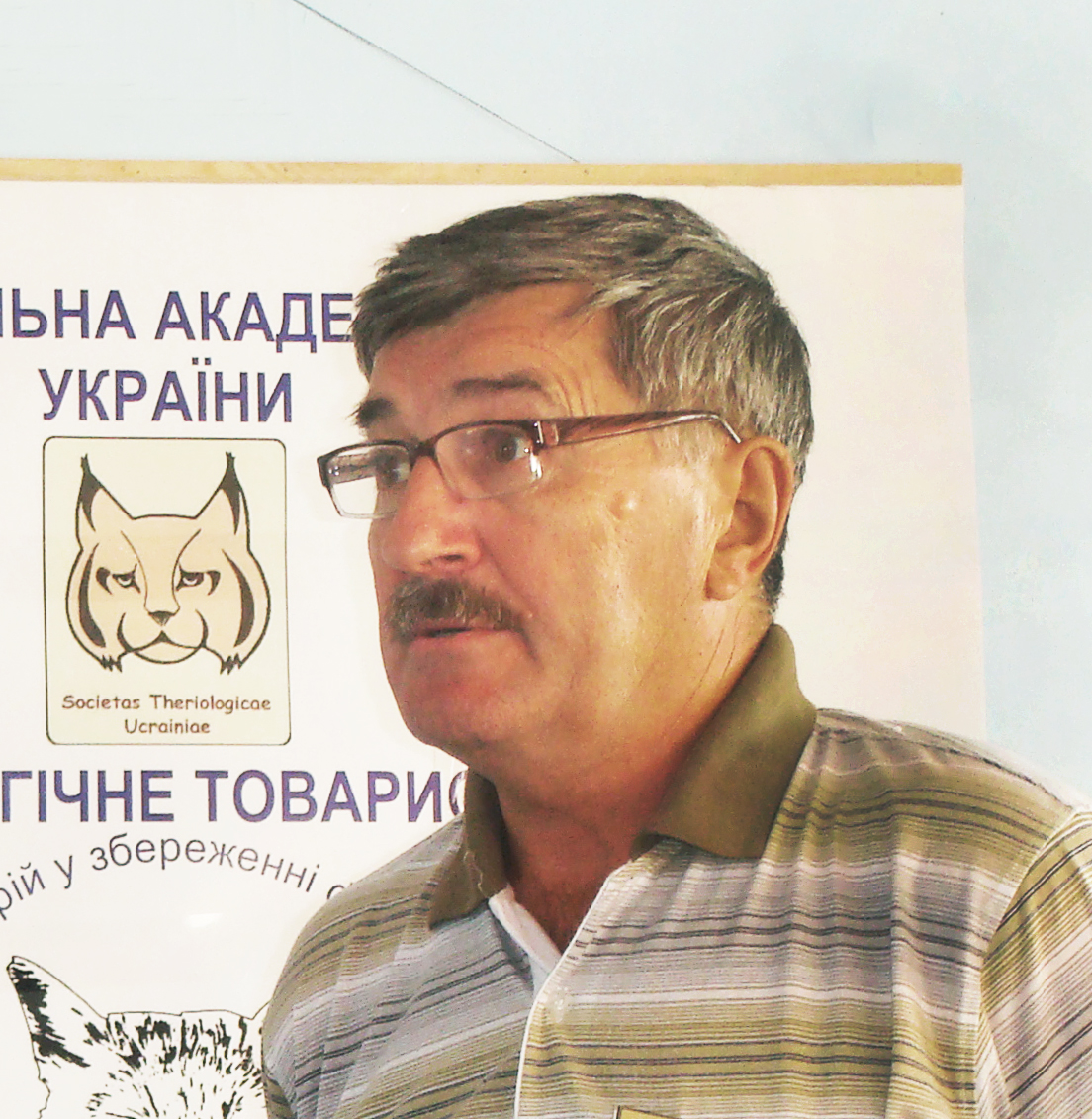
Микола Товпинець
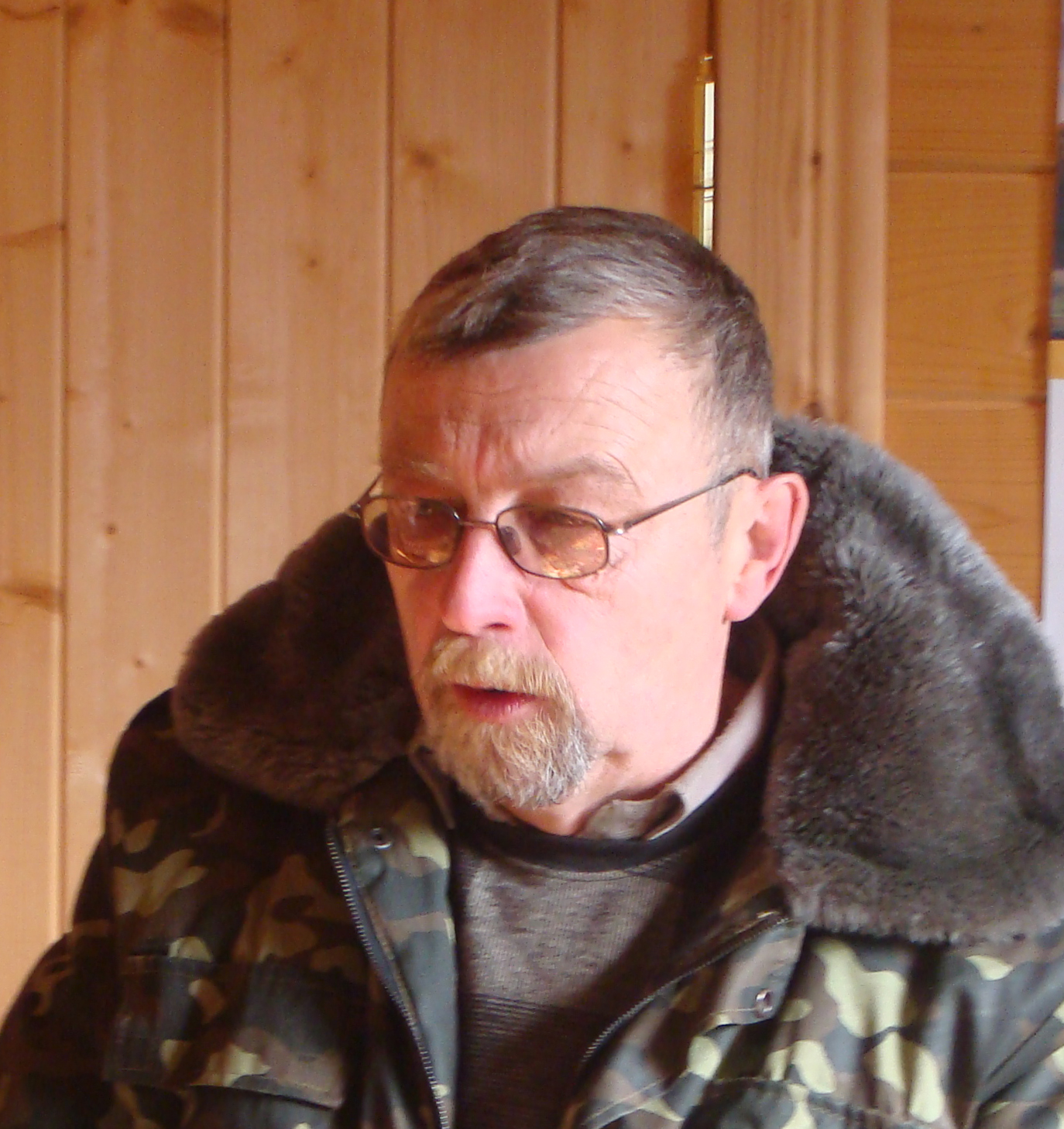
Олександр Киселюк
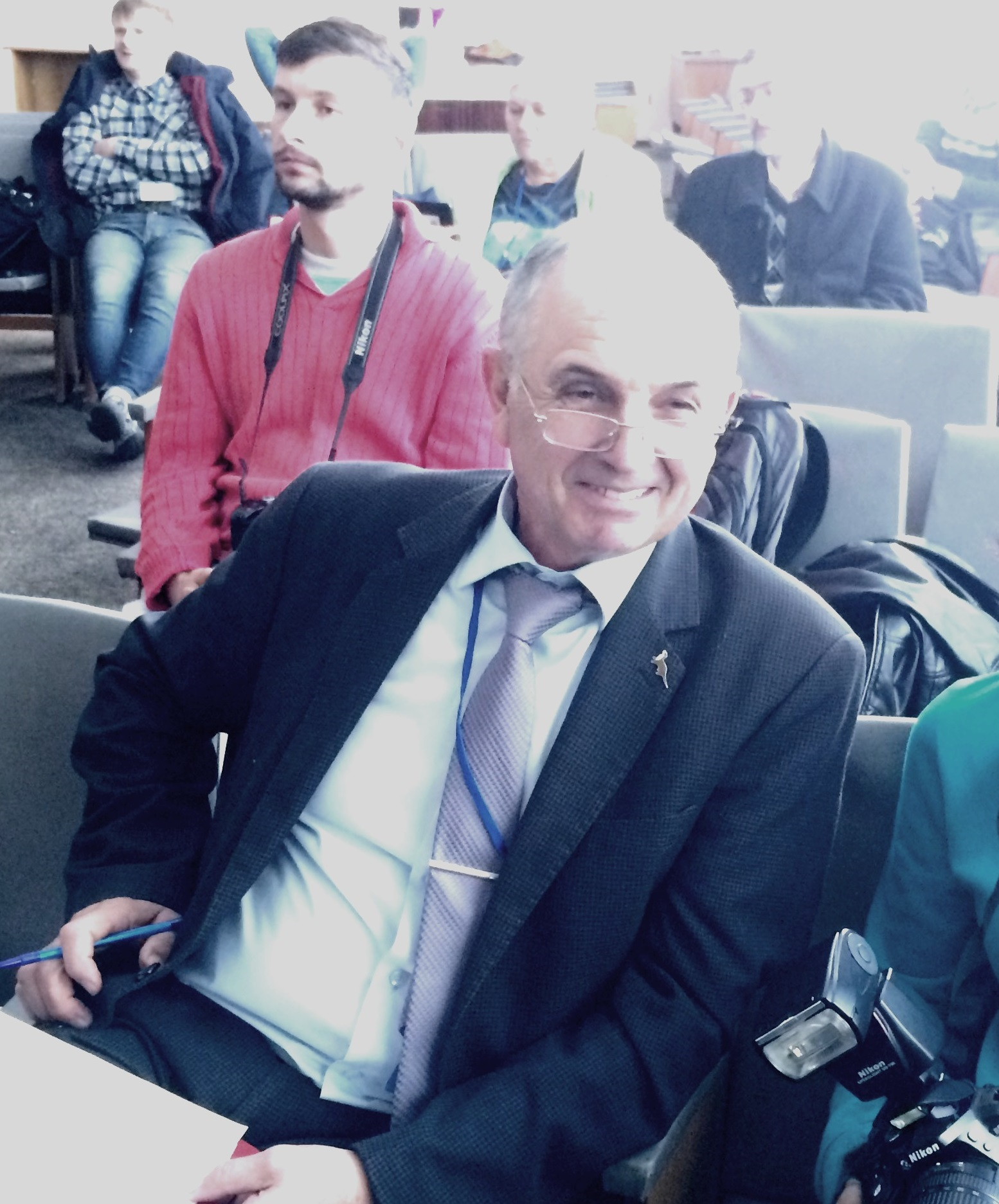
Микола Роженко
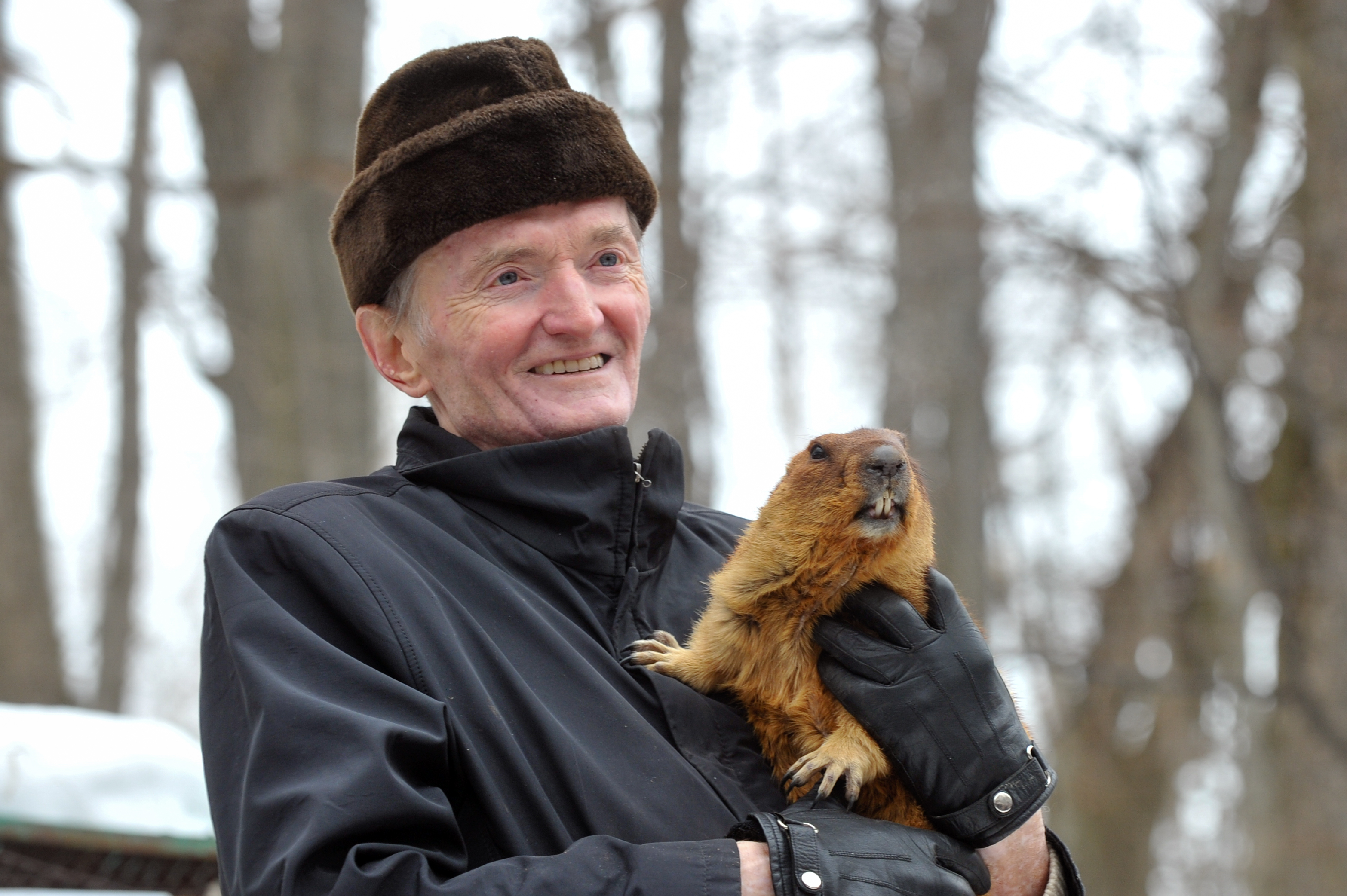
Віктор Токарський

## Маскот, логотипи щорічних шкіл та звірі-символи років
Маскотом Теріошколи є рись.
Кожна щорічна школа-семінар, починаючи з 5-ї, має логотип, на якому серед іншого вміщують і зображення одного зі знакових видів.
Окрім того, починаючи з теріошколи 2009 року (Канівський заповідник), товариство визначає вид-символ наступного року. Зокрема, видом-символом 2017 року був їжак, вид-символ 2018 року — шакал. Прикладами видів, що вміщені на логотипи щорічних теріошкіл, є борсук (школа 9 на Розточчі) вивірка (школа 12 в Луганську), вовк (школа 16 на Поліссі), бобер (школа 23 на Слобожанщині).

Лого IX Теріошколи (2002, Заповідник Розточчя)
Лого XII Теріошколи (2005, Луганський університет)
Лого XVI Теріошколи (2009, Поліський заповідник)
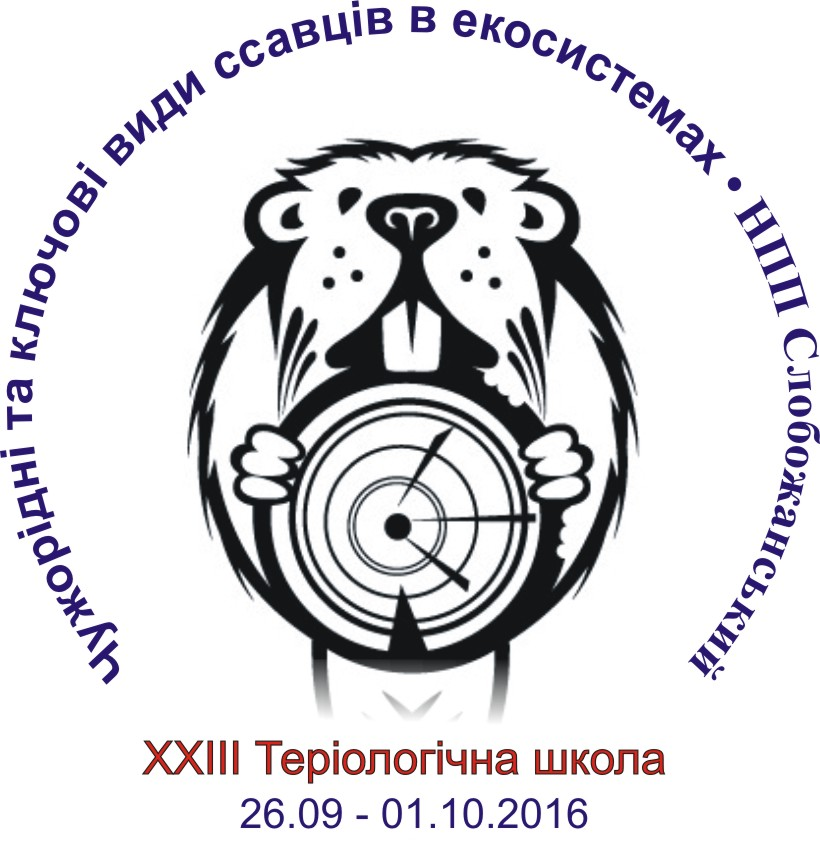
Лого XXIII Теріошколи (2016, НПП Слобожанський)

Аналіз історії використання логотипів і символів Теріошколи з формуванням подальшої ідеї років звірят представлено в огляді "Символи і логотипи Теріологічної школи та види-символи" (2007).

## Видання Теріологічної школи

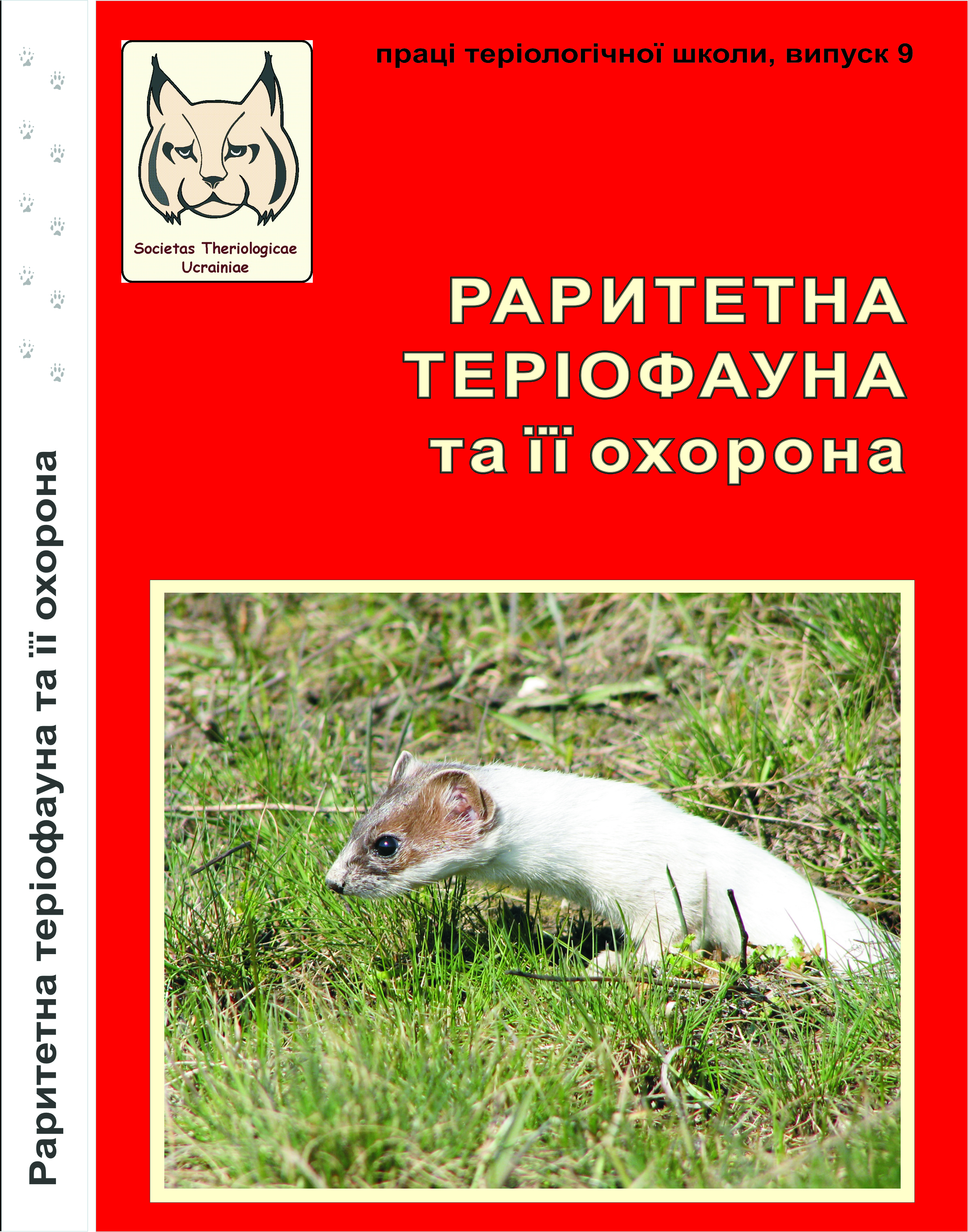
Обкладинка (з корінцем) 9 випуску Праць Теріошколи «Раритетна теріофауна та її охорона» (2008)

Загалом Теріологічною школою видано близько 30 видань, у тому числі 18 видань у серії «Праці Теріологічної школи». Ця серія видань Українського теріологічного товариства започаткована 1998 року і вперше презентована на 5-й Теріологічній школі (Харків-Гайдари). Всі випуски серії є тематичними і видаються з періодичністю в середньому один випуск на рік (наведено у порядку зворотної хронології):
- Європейська ніч кажанів в Україні '98 — випуск 1 у серії «Праці Теріологічної Школи». Київ, 1998. 198 с. ISBN 966-02-0693-3.

## Форум Теріологічної школи

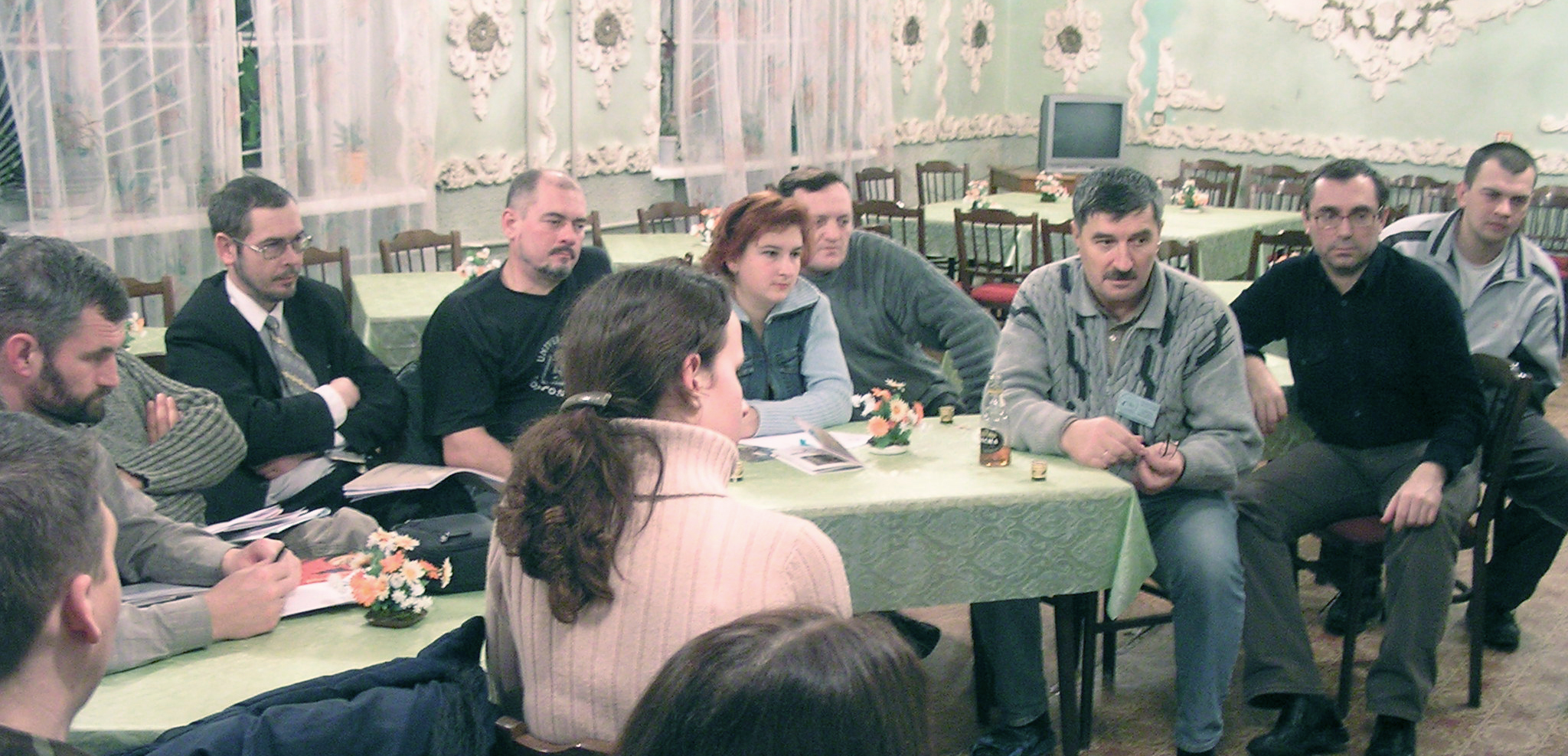
Один з круглих столів на XII теріошколі (2005), на якому домовлено започаткувати форум для обговорень тем упродовж року

На форумі Теріологічної школи висвітлюються актуальні питання розвитку теріології в Україні, хроніки теріологічного життя (конференції, видання), обговорення стану популяцій і статусу окремих видів тощо. Форум відкрито 01 грудня 2005 року. За даними на 23.10.2013 року на форумі всього є 389 тем (2131 повідомлень), в обговоренні яких беруть участь 113 колег. Окремі найактуальніші теми:
- Статус вовка в Україні — 74 записи (35659 переглядів);
- ведмідь в Україні: поки не знищили всіх — 52 записи (21077 переглядів);
- зубр в Україні: гібридний статус — 49 записів (22672 переглядів);
- Рись на Поліссі — 34 записи (17435 переглядів);
- такси на здобування тварин — 26 записів (15900 переглядів);
- Вернакулярні назви ссавців: чи мають бути стандарти? — 24 записи (10622 переглядів);
- Несинантропи в місті? — 18 записів (32804 переглядів).

Лідером обговорень і переглядів є тематика збереження великих ссавців. На основі і з урахуванням цих обговорень формується тематика круглих столів під час проведення чергових шкіл-семінарів, а в частині випадків, навпаки, форум стає продовженням проведених круглих столів.

## Novitates Theriologicae

Перша сторінка обкладинки випуску 9 Бюлетеню Novitates Theriologicae (2015)

Бюлетень Novitates Theriologicae (дослівно з латини як «Теріологічі новини») по суті є додатком до журналу Theriologia Ukrainica. Започаткований 2000 року як дайджест подій теріологічного життя в Україні та суміжних країнах, цей Бюлетень вже з 2001 року став тематичним виданням. У перший період свого існування Бюлетень був присвячений матеріалам поточних теріологічних шкіл (випуски 2-8). Прикладом є випуск 3 "Кажани карпатського регіону — матеріали III Міжнародної конференції «Кажани Карпат» (2003). Надалі його вихід було продовжено у форматі тематичних випусків, не пов'язаних прямо з тематикою поточних теріошкіл. Прикладами стали випуск 9 «Дослідження ссавців степових регіонів» (2015 рік). Формування ідеї тематичних випусків відбулося паралельно з відходом від ідеї тематичних випусків «Праць Теріологічної школи», які протягом 2012—2016 років перейшли на журнальний формат. Матеріали бюлетеню викладаються в окремому розділі сайту Українського теріологічного товариства «terioshkola.org.ua».